# چاتیرداغ
چاتیرداغ (به لاتین: Chatyr-Dag) یک رشته‌کوه در روسیه است که در شبه‌جزیره کریمه واقع شده‌است. چاتیرداغ ۱٬۵۲۷ متر بالاتر از سطح دریا واقع شده‌است.